# (35617) 1998 HY148
1998 HY148 (asteroide 35617) é um asteroide da cintura principal. Possui uma excentricidade de 0.07686750 e uma inclinação de 15.02417º.
Este asteroide foi descoberto no dia 25 de abril de 1998 por Eric Walter Elst em La Silla.